# Modern Jazz Trumpets
Modern Jazz Trumpets è un album pubblicato dalla Prestige Records nel 1951 che raccoglie registrazioni di Miles Davis, Kenny Dorham, Dizzy Gillespie e Fats Navarro.
Si tratta di uno dei primissimi long playing pubblicati dalla Prestige, nel formato a 10 pollici, ed è una raccolta di registrazioni di alcuni dei più importanti trombettisti jazz tra quelli considerati "moderni" all'epoca.

## Il disco
Tra i trombettisti presenti nel disco figura Miles Davis, di cui questo disco rappresenta l'esordio nell'allora rivoluzionario formato a 33 giri introdotto dalla Columbia Records nel 1948. I brani di Davis provengono dalla sua prima seduta di registrazione per la Prestige, realizzata il 17 gennaio 1951. Alcuni furono pubblicati nel corso dell'anno su dischi a 78 giri e poi raccolti nell'album a 12 pollici Miles Davis and Horns nel 1956.

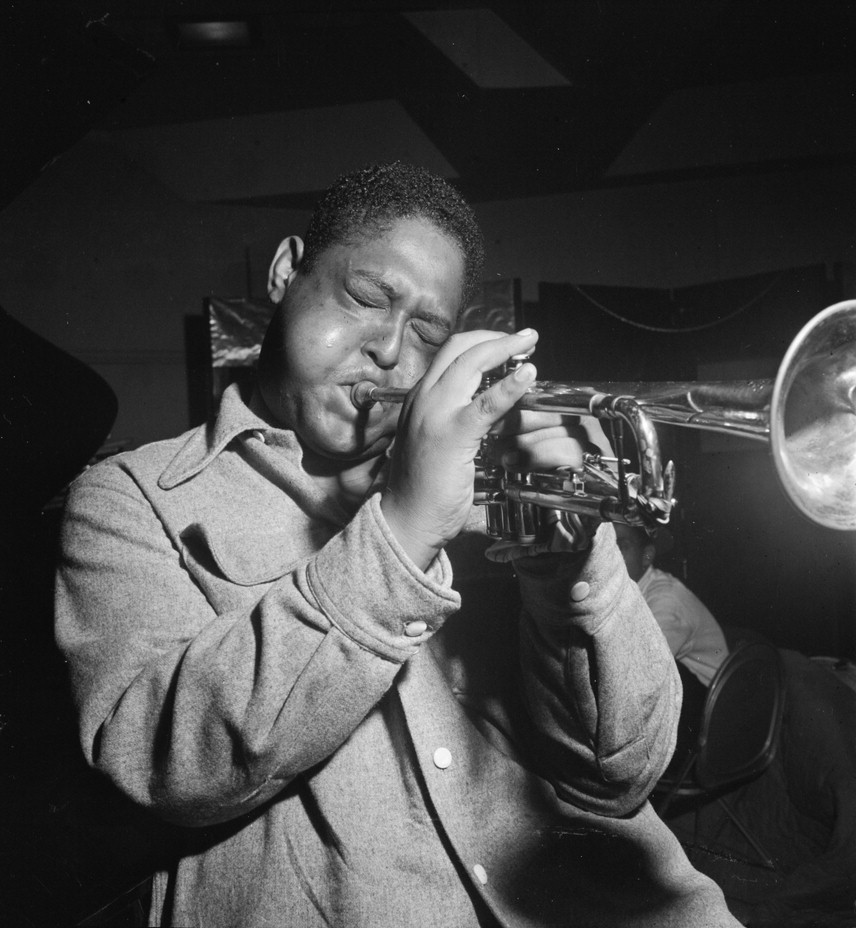
Fats Navarro, in una foto di William P. Gottlieb, era uno dei trombettisti considerati "moderni" e quindi scelto dalla Prestige Records per questo album.

I brani attribuiti a Fats Navarro provengono da una registrazione del 20 settembre 1949 fatta a nome del sassofonista Don Lanphere (autore di tutte e tre le composizioni). Fu l'ultima seduta in sala di incisione per lo sfortunato trombettista che morì nel luglio dell'anno successivo a 26 anni. La Prestige pubblicò poi le tracce di questa seduta di registrazione su dischi a 78 e 45 giri e in successive antologie sempre a nome di Navarro.

## Tracce
Lato A
1. Fats Navarro – Stop – (Don Lanpher) – 4:02
2. Fats Navarro – Go – (Don Lanpher) – 3:26
3. Fats Navarro – Wailing Wall – (Don Lanpher) – 3:40
4. Dizzy Gillespie – Thinking of You – (Harry Ruby, Bert Kalmar) – 2:46

Lato B
1. Miles Davis – Morpheus – (John Lewis) – 2:21
2. Miles Davis – Whispering – (Vincent Rose, John Schoenberger, Richard Coburn) – 3:03
3. Miles Davis – Down – (Miles Davis) – 2:51
4. Dizzy Gillespie – Nice Work if You Can Get It – (George Gershwin, Ira Gershwin) – 2:46
5. Kenny Dorham – Maxology – (Kenny Dorham) – 3:44

## Formazione
- Stop, Go, Wailing Wall – New York, 20 settembre 1949
  - Fats Navarro – tromba
  - Don Lanphere – sassofono tenore
  - Al Haig – pianoforte
  - Tommy Potter – contrabbasso
  - Max Roach – batteria
- Thinking of You, Nice Work if You Can Get It – 16 settembre 1950
  - Dizzy Gillespie – tromba, voce
  - Jimmy Heath – sassofono contralto
  - Jimmy Oliver – sassofono tenore
  - Milt Jackson – vibrafono, pianoforte
  - Percy Heath – contrabbasso
  - Joe Harris – batteria
- Morpheus, Whispering, Down – Apex Studio, New York, 17 gennaio 1951
  - Miles Davis – tromba
  - John Lewis – pianoforte
  - Bennie Green – trombone
  - Sonny Rollins – sassofono tenore
  - Percy Heath – contrabbasso
  - Roy Haynes – batteria
- Maxology – Studio Technisonor, Parigi, 15 maggio 1949
  - Kenny Dorham – tromba
  - James Moody – sassofono tenore
  - Al Haig – pianoforte
  - Tommy Potter – contrabbasso
  - Max Roach – batteria

## Edizioni
- 1951 – LP 10", Prestige Records PRLP 113

## Singoli
- Miles Davis, Morpheus / Blue Room, 78gg, Prestige Records PR 734
- Miles Davis, Down / Whispering, 78gg, Prestige Records PR 742
- Fats Navarro, Stop / Go, 78gg, Prestige Records PR 812
- Fats Navarro, Wailing Wall / Infatuation, 78gg, Prestige Records PR 819
- Fats Navarro, Fats Navarro Quintet, EP, Prestige Records PREP 1321